# Diarmid Noel Paton

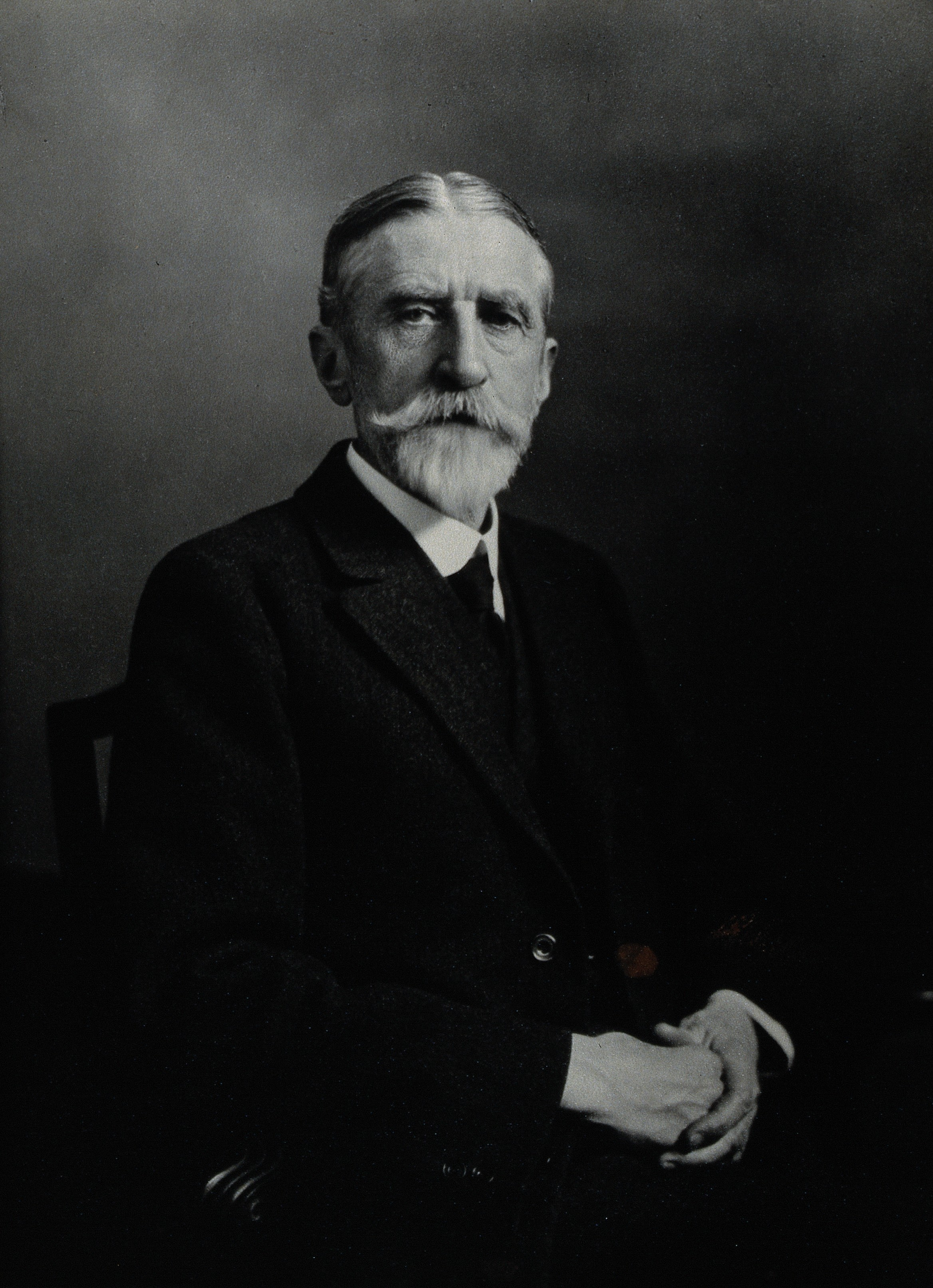
Diarmid Noël Paton (fotografiert von Thomas Annan)

Diarmid Noel Paton (* 19. März 1859 in Edinburgh; † 30. September 1928 in Stobo, Peeblesshire) war ein schottischer Physiologe und Hochschullehrer. Er war der dritte Regius Professor of Physiology an der University of Glasgow.

## Leben
Diarmid wurde als ältester von sieben Söhnen und vier Töchtern von Margaret née Ferrier und des schottischen Künstlers Joseph Noel Paton in Edinburgh geboren. Nach dem Besuch der Edinburgh Academy studierte er Medizin an der University of Edinburgh. 1880 schloss er ein Fach mit B.Sc. und der Baxton-Scholarship ab. 1882 folgten die Abschlüsse M.B. und C.M. Summa cum laude. Es folgten kurze Studienaufenthalte in Wien und Paris. 1985 gewann er mit seiner Doktorarbeit eine Goldmedaille.
Nach seiner Rückkehr nach Edinburgh nahm er eine Assistenzstelle an der Edinburgh Royal Infirmary auf und wechselte später an das Royal Hospital for Sick Children. 1883 bis 1884 nahm er eine Forschungsstelle unter Professor William Rutherford an und 1886 wurde er zum Dozenten für Physiologie der Surgeons Hall der School of Medicine of Royal Colleges gewählt.
1890 (1889) wurde er Superintendent (Leiter) des Labors des Royal College of Physicians. Die Leistungen des Labors waren sowohl vom Umfang her als auch von der Breite der Untersuchungen bemerkenswert. Der Auftrag ermöglichte es ihm, seine Zeit mit Forschung und Lehre zu verbringen. Er produzierte in dieser Phase viele Beiträge zur medizinischen Fachliteratur und führte ein höchst erfolgreiches Seminar für Physiologie. Er verließ Edinburgh 1906, um die nach dem Abgang von John Gray McKendrick verwaiste Regius-Professur in Glasgow zu übernehmen.
In Glasgow setzte Paton seine Forschungen des Stoffwechsels und der Ernährung fort. Er hatte sich als einer der ersten in Großbritannien für das Thema interessiert und leistete Pionierarbeit. Schon 1901 hatte er eine Untersuchung zur Ernährung der Arbeiterschaft in Edinburgh durchgeführt (A Study of the Diet of the Labouring Classes of Edinburgh), wobei er sich auf die methodischen Vorgaben von Wilbur Olin Atwater stützte, dem amerikanischen Pionier der Diätumfragen. Paton führte ein ähnliches Projekt in Glasgow durch. 1913 leitete er ein großes Projekt zur Untersuchung der Rachitis, von denen einige 1918 in Social and Economic Factors in the Causation of Rickets im gemeinsam mit Herrn Fergusson veröffentlicht wurden. Er argumentierte gegen die Vitamintheorie seines Kollegen Edward Mellanby, und glaubte die Ursachen der Rachitis in einem Mangel an frischer Luft, schlechten Wohnverhältnissen und unzureichender mütterlicher Zuwendung zu finden. In seiner Funktion als Leiter des Child Live Investigation Committee veröffentlichte er mit Findlay den Bericht Povery, Nutrition and Growth (engl. Armut, Ernährung und Wachstum). In dem Bericht beschrieben sie die unterschiedlichen Wachstumsraten von Kindern mit unterschiedlicher Effizienz der Mütter und weniger mit der Armut an sich.
Als weiteres Betätigungsfeld interessierte sich Paton für die Endokrinologie und veröffentlichte 1913 Nervous and Chemical Regulators of Metabolism und 1926 attackierte er mit The Physiology of the Continuity of Life Orthodoxien der Medizin.
Paton plante schon seinen Rückzug aus der Professur, als er plötzlich während eines Spaziergangs am Ufer des Tweed in der Nähe seines Hauses Wester Darwyck, Stobo, verstarb. Sein Nachfolger wurde Edward Provan Cathcart.

## Ehrungen
1886 berief die Royal Society of Edinburgh Paton zum Fellow, wo er auch als Beisitzer (1894–1897, 1909–1912) und als Vizepräsident (1918–1921) diente. 1914 wählte ihn die Royal Society ebenfalls zum Fellow. Er diente im Medical Research Council von 1918–1923 und 1919 verlieh ihm die University of Edinburgh einen Ehrendoktortitel (LL.D.).

## Familie
1898 heiratete Paton Agatha Henrietta Balfour. Aus der Verbindung gingen eine Tochter und ein Sohn hervor.

## Bibliografie (Auswahl)
Paton veröffentlichte mehr als 90 Schriften und verfasste mehrere Lehrbücher, darunter:
- A study of the diet of the labouring classes in Edinburgh : carried out under the auspices of the town council of the city of Edinburgh (1900)
- Essentials of human physiology (1903)
- Essentials of physiology for veterinary students (1905)
- A practical course of general physiology for medical students (1908)
- The nervous and chemical regulators of metabolism (1913)
- Essentials of veterinary physiology (1920)